# 吉田豪×南波一海の"このアイドルが見たい"
吉田豪×南波一海の“このアイドルが見たい”（よしだごう・なんばかずみのこのアイドルがみたい）は、プロインタビュアー・吉田豪と音楽ライター・南波一海がMCを務めるアイドルを中心としたライブ&トークイベントである。2023年10月からは「吉田豪&南波一海の #この歌が聞きたい」にリニューアルした。
なお、本記事では、主催者は異なるが吉田・南波が大阪でMCを務めるイベント「吉田豪×南波一海 アイドル伝説」についても記述する。

## 概要
吉田豪と南波一海は2012年に出版された「アイドル・ソング・クロニクル2002〜2012」（ミュージック・マガジン）を共著しており、同書の出版記念イベントとして吉田が大阪で開催していた「吉田豪の『アイドル伝説』」の第2回のゲストに南波を迎え、2014年8月の第3回より「吉田豪×南波一海 アイドル伝説」として南波がレギュラー出演している。
この2人の東京で初のイベントとして、2016年1月5日に吉田が新宿ロフトプラスワンで行っているトークイベント「吉田豪の『雑談天国』」のスペシャル版として「吉田豪×南波一海のアイドル大放談2016」を開催。
同年7月5日、LOFT9 Shibuyaのオープン記念を兼ねて「吉田豪×南波一海の“このアイドルが見たい”2016夏」を開催したところ、前売りチケットが完売、以後LOFT9の定例イベントとなった。LOFT9で開催される予定だったイベントが中止となった場合の穴埋めとして緊急開催となることが多いため、開催間隔は一定していない。レギュラー化とともに、嶺脇育夫（タワーレコード代表取締役社長）が出演者に加わる（スケジュールの都合で欠席する回もあり）。
2020年に入って、新型コロナウイルス感染症の影響により、ライブハウスでのライブイベントが自粛を余儀なくされる中、4月5日にLOFT9で「加納エミリ×吉田豪×南波一海『気ままにフリートーク！！』」を無観客・有料配信で開催。「このアイドルが見たい」でも、4月17日より最小限のスタッフと出演者による無観客・有料配信による公演を開催。同年7月より人数を制限した上で観客ありでの開催となった（以後も無観客配信となる場合あり）。なお、配信版以降、嶺脇は出演していない。
派生イベントとして、「このアイドルのアコースティックが見たい」（弾き語り、アコースティックセットなど）、「もっとこのアイドルが見たい」（タイミングを逸して呼べなかったアイドルが出演）が開催されている。

## 公演・出演者
| 公演日         | 公演名                                                                      | ゲスト | 備考 |
| -------------- | --------------------------------------------------------------------------- | --- | --- |
| 2016年1月5日   | 吉田豪の「雑談天国」新春スペシャル!!「吉田豪×南波一海のアイドル大放談2016」 | ハイタッチガールズ、Ru:Run、里咲りさ、ふかしぎくん、オーガニック（本物）                                                                                                  | ロフトプラスワンにて開催                                                                                        |
| 2016年7月5日   | 吉田豪×南波一海の“このアイドルが見たい”2016夏                               | あヴぁんだんど、根本凪（虹のコンキスタドール）、Hauptharmonie、amiinA、クマリデパート                                                                                     | LOFT9でレギュラー化                                                                                             |
| 2016年10月18日 | 吉田豪×南波一海の“このアイドルが見たい”2016秋                               | Summer Rocket、Mash Berry、鉄戸美桜・神岡実希・阿部かれん（ハコイリ♡ムスメ）、朝倉みずほ（BELLRING少女ハート）、脇田もなり                                                | |
| 2017年1月4日   | 吉田豪×南波一海の“このアイドルが見たい”2017迎春                             | レッツポコポコ、Dressing、AIS-All Idol Songs-、あ、ピンチ。 | |
| 2017年2月23日  | 吉田豪×南波一海の“このアイドルが見たい”2017立春                             | 校庭カメラギャル、めろん畑a go go、鏡星（小林清美、飛弾せりな、中嶋ふたば）、木村沙織全国ツアー2017（すずな（Mi-II））、ノンシュガー、カイ（There There Theres）          | 嶺脇は欠席 |
| 2017年4月24日  | 吉田豪×南波一海の“このアイドルが見たい”2017春                               | ネムレス、FAREWELL, MY L.u.v、CLOCK & BOTAN、おとといフライデー（小島みなみ、紗倉まな）、パンダみっく                                                                     | 嶺脇は欠席 |
| 2017年6月2日   | 吉田豪×南波一海の“このアイドルが見たい”2017初夏                             | 池田美夕、りりかる*ことぱぉ（AH(嗚呼)）、Pinky Sky、℃-want you!、茶果菜、恥じらいレスキューJPN                                                                            | |
| 2017年8月8日   | 吉田豪×南波一海の“このアイドルが見たい”2017盛夏                             | SAKA-SAMA、LOVE JAMMIN'、星野明日香、加藤里保菜、ふたりオポジット | |
| 2017年10月7日  | 吉田豪×南波一海の“このアイドルが見たい”2017長月                             | SOLEIL、nuance、・・・・・・・・・、スセンジーナ、Q-pitch | 嶺脇は欠席 |
| 2017年12月16日 | 吉田豪×南波一海の”このアイドルが見たい”「新潟番外編」                       | Chairmans、ズンダ爆弾、Carya、平野友里、cana÷biss、がんぎっこ、乙女座長☆銀河団、FreshFriends、ECHIGO-PRINCESS、MyDreams.jp スペシャルトークゲスト：斉藤瞳、ぱいぱいでか美 | 柳都SHOW!CASE!!にて開催、嶺脇は欠席                                                                             |
| 2018年1月4日   | 吉田豪×南波一海の“このアイドルが見たい”2018迎春                             | SOZELICA、れ音、眉村ちあき、HAMIDASYSTEM、せるふちゃいなしすてむ | |
| 2018年4月6日   | 吉田豪×南波一海の“このアイドルが見たい”2018初桜                             | MissCarat、うさぎのみみっく！！、春野さ子、NaNoMoRaL、tipToe. | |
| 2018年6月4日   | 吉田豪×南波一海の“このアイドルが見たい”2018水無月                           | さよならさんかく、もちもち、みひろ、jubilee jubilee、ポエムアパート（工藤ちゃん、なの小夕子、叶かの）                                                                     | 嶺脇は欠席 |
| 2018年8月27日  | 吉田豪×南波一海の“このアイドルが見たい”2018晩暑                             | 谷のばら、仲瀬みあら（APOKALIPPPS）、ReLIeF、コトリッチ、ヨネコ、FEATURES                                                                                                 | |
| 2018年10月5日  | 吉田豪×南波一海の“このアイドルが見たい”2018仲秋                             | milco(OA)、鶯籠、彼女のサーブ&レシーブ、黒猫の憂鬱、くにくに、EVERYDAYS                                                                                                   | |
| 2019年1月5日   | 吉田豪×南波一海の“このアイドルが見たい”2019新春 〜南端まいなスペシャル〜    | 南端まいな | 第1弾ゲストとして南端が発表されたところチケットがほぼ完売したため急遽番外編となった                             |
| 2019年1月19日  | 吉田豪×南波一海の“このアイドルが見たい”2019初夢                             | Twinkle、広瀬愛菜、あっとせぶんてぃーん、やまもとゆい、OperaTroupe | 1月5日が番外編となったため急遽開催、嶺脇は欠席                                                                  |
| 2019年3月4日   | 吉田豪×南波一海の“このアイドルが見たい”2019初雷                             | 加納エミリ、始発待ちアンダーグラウンド、川上きらら（うさぎのみみっく！！）、一瞬しかない、イヴにゃんローラーコースター                                                    | |
| 2019年4月19日  | 吉田豪×南波一海の“このアイドルが見たい”2019春暁                             | エレファンク庭、最高じぇねれーしょん、CHILDISH TONES feat.宇佐蔵べに、LAST IN MY CULT、Girls Live Project                                                                 | |
| 2019年7月17日  | 吉田豪×南波一海の“このアイドルが見たい”2019炎帝                             | EMOE、白羽、Mi☆nA、ナックルチワワ、毒島大蛇、ぺしゅも(O.A) | |
| 2019年8月12日  | 吉田豪×南波一海の“このアイドルのアコースティックが見たい”2019               | mekakushe、NaNoMoRaL、℃-want you!、さよならさんかく、Peach sugar story+小林清美                                                                                           | LOFT HEAVENにて開催                                                                                             |
| 2019年9月21日  | 吉田豪×南波一海の“このアイドルが見たい”2019秋鰹                             | ボニート×ボニート、グランピーアニマル、RAY、ハローニューランド、One-OP、小日向由衣、桐原ユリ、あっとせぶんてぃーん、トリプルトプス                                        | One-OPが台風17号の影響で出演キャンセルしたため、急遽出演者を募集したところ、小日向以下4組が応募し出演が決まった |
| 2019年10月28日 | 吉田豪×南波一海の“このアイドルが見たい”2019秋晴                             | 天野なつ、mogu☆mogu、君の隣のラジかるん、ノルウェージャンフォレストガール、ごいちー                                                                                       | |
| 2019年12月9日  | 吉田豪×南波一海の"このアイドルが見たい"2019師走                             | キャンディランド教団、新井ひとみ、sui sui、WAY WAVE（アコースティックセット）、回せ!グルーヴ開発部、ぺしゅも（OA）                                                        | |
| 2020年2月10日  | 吉田豪×南波一海の"このアイドルが見たい"Flowers Loftオープン記念             | ユレルランドスケープ、INDIVIDUAL PLATE、韻ふめ！どーぷちゃん、CUBΣLIC、あくちゃん                                                                                         | 下北沢Flowers Loftにて開催                                                                                      |

### 配信版以降
| 公演日                                     | 公演名                                                                                        | ゲスト                                                                                        | 備考 |
| ------------------------------------------ | --------------------------------------------------------------------------------------------- | --------------------------------------------------------------------------------------------- | --- |
| 2020年4月17日                              | 吉田豪×南波一海の"このアイドルが見たい"配信版                                                 | 川上きらら、新山ひな（うさぎのみみっく！！）                                                  | 無観客配信。川上は福岡からテレビ電話で出演                                                                                                   |
| 2020年5月6日                               | 吉田豪×南波一海の"このアイドルが見たい"特別編〜EMOE《無観客/全曲披露》ワンマン〜              | EMOE                                                                                          | 終演後（吉田・南波のトーク終了後）、オンラインチェキ会の模様を配信                                                                           |
| 2020年6月6日（トーク）・ 6月20日（ライブ） | 吉田豪×南波一海の"このアイドルが見たい"特別編〜amiinA《無観客》ライブ〜                       | amiinA                                                                                        | 本来トーク・ライブとも6月6日に開催される予定であったが、LOFT9側の配信トラブルによりライブのみ延期                                            |
| 2020年7月5日                               | 吉田豪×南波一海の"このアイドルが見たい"配信版                                                 | 足浮梨ナコ(OA)、MELLOW MELLOW、FRUN FRIN FRIENDS                                              | 観客は50名限定（当初30名限定+20名追加） |
| 2020年8月3日                               | 吉田豪×南波一海の"このアイドルが見たい"配信版                                                 | せかいシティ、グデイ、ATOMIC MINISTRY                                                         | 観客は50名限定（この回より出演者がすべて決定してからチケット発売開始）                                                                       |
| 2020年9月10日                              | 吉田豪×南波一海の"このアイドルが見たい"配信版                                                 | NELN、ピューパ!!、寿々木ここね                                                                | 観客は50名限定 |
| 2020年10月16日                             | 吉田豪×南波一海の"このアイドルが見たい"配信版                                                 | ルカタマ、POMERO、リルネード                                                                  | 観客は70名限定 リルネードのトークコーナーにプロデューサーの奥村野乃花が参加                                                                  |
| 2020年11月12日                             | 吉田豪×南波一海の"このアイドルが見たい"配信版                                                 | 電影と少年CQ、なにぬねるん？、サンダルテレフォン                                              | 観客は70名限定 当日たまたまLOFT9前を通りかかったようなぴ（ex.ゆるめるモ！）がイベント最後のトークコーナーに参加                              |
| 2020年12月17日                             | 吉田豪×南波一海の"このアイドルのアコースティックが見たい"《配信版》                           | きららとりつこ、忽那杏優（透色ドロップ）、楓フウカ（クマリデパート）+サクライケンタ           | LOFT HEAVENにて開催、観客は40名限定 |
| 2021年1月23日                              | 吉田豪×南波一海の"このアイドルが見たい"《無観客配信版》                                       | るなっち☆ほし、透明写真、Suzuriha                                                             | |
| 2021年2月27日                              | 吉田豪×南波一海の"このアイドルが見たい"《無観客配信版》                                       | 平日管理委員会from狂い咲けセンターロード、テレパシー・モーニング、1/fキュレーション           | |
| 2021年4月19日                              | 吉田豪&南波一海の"このアイドルが見たい"《有観客+配信版》                                      | New ruru、MIC RAW RUGA(laboratory)、Dokidoki Dream Campus+                                    | 観客は70名限定。「まん延防止等重点措置」を受けて、18時45分開演から20時までにライブと特典会を行い、20時より無観客でトークコーナーを行う       |
| 2021年5月7日                               | 吉田豪&南波一海の"もっとこのアイドルが見たい"《無観客配信版》                                 | LiLii Kaona、ようなぴ、963                                                                    | イベント最後のトークコーナーに三嶋道人（LiLii Kaonaプロデューサー）が参加                                                                    |
| 2021年6月10日                              | 吉田豪&南波一海の"このアイドルが見たい"《有観客+配信版》                                      | おーるどにゅーすぺーぱー、クレイビット、桐生ちあり                                            | 18時45分開演から20時までにライブと特典会を行い、20時より無観客でトークコーナー（当日たまたまLOFT9を訪れた雨宮未來（NaNoMoRaL）が参加）を行う |
| 2021年7月29日                              | 吉田豪&南波一海の"このアイドルが見たい"《有観客+配信版》                                      | プシュケとラーガ、Bon Club、re:miaw                                                           | 18時45分開演から20時までにライブと特典会を行い、20時より無観客でトークコーナーを行う                                                         |
| 2021年9月6日                               | 吉田豪&南波一海の"このアイドルが見たい"《有観客+配信版》                                      | link laze、My Best Friend、9DayzGlitchClubTokyo                                               | 18時45分開演から20時までにライブと特典会を行い、20時より無観客でトークコーナーを行う                                                         |
| 2021年10月22日                             | 吉田豪&南波一海の"このアイドルが見たい"in 大阪ロフトプラスワンウエスト2daysスペシャル!! Day.1 | EVERYTHING IS WONDER、ステラシュガレット、くぴぽ、超アイドルちぃちゃ、Flood Lyrics            | ロフトプラスワンウエストにて開催 |
| 2021年10月23日                             | 吉田豪&南波一海の"このアイドルが見たい"in 大阪ロフトプラスワンウエスト2daysスペシャル!! Day.2 | 文坂なの、the mishmash、おくすりのむまえ教育てれび、宮崎梨緒（Lovelys）                       | ロフトプラスワンウエストにて開催 |
| 2021年11月27日                             | 吉田豪&南波一海の"このアイドルが見たい"2021神楽月                                             | 謎フイルとやま観光、YUP YUP、Hugぅ、innes、畠山英莉（カノサレ☆えり）                          | イベント最後のトークコーナーにHugぅプロデューサーとしてLOFT9に来ていたMilcoが参加                                                            |
| 2022年1月22日                              | 吉田豪&南波一海の"このアイドルが見たい"2022肇春                                               | KI-HAT、Parfait♡Girls、和田輪、1009-thank you-、東京ぴ炎                                      | 19時開演から21時までにライブ（KI-HATはトークも）と特典会を行い、21時より無観客でトークコーナーを行う                                         |
| 2022年3月26日                              | 吉田豪&南波一海の"このアイドルが見たい"2022雛市                                               | りあら（#BEMYLOVE）、ルアン（電影と少年CQ）、MAINAMIND、鳥 very bird、れいちも                | |
| 2022年5月21日                              | 吉田豪×南波一海の"このアイドルのアコースティックが見たい"2022                                 | 長瀬五郎+畠山英莉、フレスプ、グデイ（アコースティックSET）、ピューパ!!（アコースティックSET） | |
| 2022年7月20日                              | 吉田豪&南波一海の"このアイドルが見たい"2022涼月                                               | みにまみゅーず、CIRGO GRINCO、はいびす倶楽部、羽咲みはる、ねうちゃん                          | CIRGO GRINCOはライブ音声配信不可のため、ライブ映像をバックに吉田・南波・加茂啓太郎によるトークを配信                                         |
| 2022年9月17日                              | 吉田豪&南波一海の"このアイドルが見たい"2022夕月夜                                             | #heisha、PINKBLESS、The Candace、FAREWELL, MY D.u.b、ILIE                                     | #heishaはつるうちはなが1曲キーボードで参加。ILIEはアコースティックSET（ギター・サクライケンタ）                                              |
| 2022年11月9日                              | 吉田豪&南波一海の"このアイドルが見たい"2022雪観月                                             | 井出ちよの、com、MEWCATUNE、WT⭐︎Egret、一色萌                                                 | イベント最後のトークコーナーに坂田和寛（MEWCATUNE運営）が参加                                                                                |
| 2023年1月28日                              | 吉田豪&南波一海の"このアイドルが見たい"2023子日月                                             | erewhon、ねおち、ポエトリープ、怠田ユニ、ニューラジオ体操クラブ                               | イベント最後のトークコーナーに室井ゆう（ねおちプロデューサー）が参加                                                                         |
| 2023年3月24日                              | 吉田豪&南波一海の"このアイドルが見たい"2023桜月                                               | STRANGE L∞P、Snacc、antloop、GALS、エアコンぶんぶんお姉さん                                   | |
| 2023年5月22日                              | 吉田豪&南波一海の"このアイドルが見たい"2023立夏                                               | 中2映画プロジェクトアイドル部、NEW POLARIS、cherish your bubble、HiiT FACTORY、内山結愛       | |
| 2023年7月22日                              | 吉田豪×南波一海の“このアイドルのアコースティックが見たい”2023                                 | ルカタマと美彦、さよならさんかく、うさぎのみみっく！！、リれん、琴山しずく（RAY）             | |

### 吉田豪&南波一海の #この歌が聞きたい
| 公演日         | 公演名                                           | ゲスト                                                                    | 備考                             |
| -------------- | ------------------------------------------------ | ------------------------------------------------------------------------- | -------------------------------- |
| 2023年10月28日 | 南波一海の #この歌が聞きたい 2023秋 –豪さん欠席– | 月刊PAM、NO♡AF、Twingowind、ハチキュウ、さおり凛ね                        | 吉田がダブルブッキングのため欠席 |
| 2024年1月24日  | 吉田豪&南波一海の #この歌が聞きたい 2023冬       | いばら姫、4/7、さくまる。、ねるんポクぽく（ゆるめるモ！）、みいらみさと   |                                  |
| 2024年4月3日   | 吉田豪&南波一海の #この歌が聞きたい 2024春       | ponderosa may bloom、anew、環ナナーズ、MARUKADO、まちだガールズ・クワイア |                                  |

## 吉田豪×南波一海 アイドル伝説
| 公演日         | 公演名                                                                                 | 会場                         | ゲスト | 備考                                                                  |
| -------------- | -------------------------------------------------------------------------------------- | ---------------------------- | --- | --------------------------------------------------------------------- |
| 2011年3月21日  | 吉田豪の「アイドル伝説」                                                               | 梅田ムジカジャポニカ         | 喜田ともみ、EeL スペシャルトークゲスト：ヒャダインa.k.a前山田健一 |                                                                       |
| 2012年10月20日 | 吉田豪のアイドル伝説 Vo.2 「アイドル・ソング・クロニクル2002〜2012」発売記念イベント   | 淀川文化創造館シアターセブン | いずこねこ、Especia、Osaka翔Gangs、キャラメル☆リボン、hy4_4yh、R☆M | 司会：ロビン（赤犬、恋愛研究会。、Mantle God） 出演：吉田豪・南波一海 |
| 2014年8月30日  | 吉田豪×南波一海 アイドル伝説vol.3 〜If The Idol Are United〜                           | アメリカ村FANJ twice         | Honey&Honey、姫っ娘5、Citron*、せのしすたぁ、3776、mibuki with tutu beat*s、peach sugar snow、ライムベリー、クルミクロニクル                                                                          |                                                                       |
| 2015年3月21日  | 吉田豪×南波一海 アイドル伝説vol.4〜3.21大阪決戦〜                                      | アメリカ村FANJ twice         | 細胞彼女(OA)、amiina、Hauptharmonie、Classic fairy、peach sugar snow、KOTO、BELLRING少女ハート |                                                                       |
| 2015年3月21日  | 吉田豪×南波一海 アイドル伝説vol.5〜『聞き出す力』『JAPAN IDOL FILE 2』勝手に発売記念〜 | アメリカ村FANJ twice         | 小菊、PiGU、3776Extended、BELLRING少女ハート、にょロボてぃくす、おやすみホログラム、あヴぁんだんど、Maison book girl                                                                                  |                                                                       |
| 2015年8月22日  | 吉田豪×南波一海アイドル伝説Vol.6                                                       | アメリカ村FANJ twice         | キッチンアイドルありす+ガーリニア、ようこす。、Mu*、ミニチュアガーデン、KOTO+佐々木喫茶、星野みちる                                                                                                   |                                                                       |
| 2015年8月22日  | 吉田豪×南波一海アイドル伝説Vol.7                                                       | アメリカ村FANJ twice         | 里咲りさ、フランチェスカ、ミルクセーキ、校庭カメラガール、少女閣下のインターナショナル、Jeanne Maria                                                                                                  |                                                                       |
| 2015年10月24日 | 吉田豪×南波一海 アイドル伝説VOL.∞                                                      | 味園ユニバース               | テレジア、ちょこみるく、桃香、peach sugar snow、夢幻レジーナ、3776、里咲りさ、せのしすたぁ、2&（ダブルアンド）、センチメンタルウインク、Chelip、Kit-Cat、ようこす。、ミライスカート、Maison book girl |                                                                       |
| 2018年1月7日   | 吉田豪×南波一海 アイドル伝説Vo.9                                                       | バナナホール                 | カラフルスクリーム、FAREWELL, MY L.u.v、代代代、うさぎのみみっく！！、みんなのこどもちゃん、つりビット                                                                                                |                                                                       |
| 2018年1月7日   | 吉田豪×南波一海 アイドル伝説Vo.10                                                      | バナナホール                 | うさぎのみみっく！！、カラフルスクリーム、みんなのこどもちゃん、FAREWELL, MY L.u.v、つりビット、AH(嗚呼)、脇田もなり                                                                                  |                                                                       |
| 2018年7月28日  | 吉田豪 アイドル伝説VOL.11                                                              | 246ライブハウスGABU          | WEST SIDE PRINT CLUB、眉村ちあき、ポエムアパート、彼女のサーブ&レシーブ、爆裂女子、会心ノ一撃 | 南波は欠席                                                            |
| 2018年7月28日  | 吉田豪 アイドル伝説VOL.12                                                              | 246ライブハウスGABU          | 彼女のサーブ&レシーブ、O'CHAWANZ、mishmash、会心ノ一撃、ポエムアパート、みんなのこどもちゃん、眉村ちあき                                                                                              | 南波は欠席                                                            |